# 祈家汉墓
祈家汉墓，位于中国青海省民和县中川乡祈家村，为青海省市县级文物保护单位，公布日期为1987年4月16日，类型为古墓葬。
祈家汉墓的历史年代为汉。